# Glacier d'Arsine

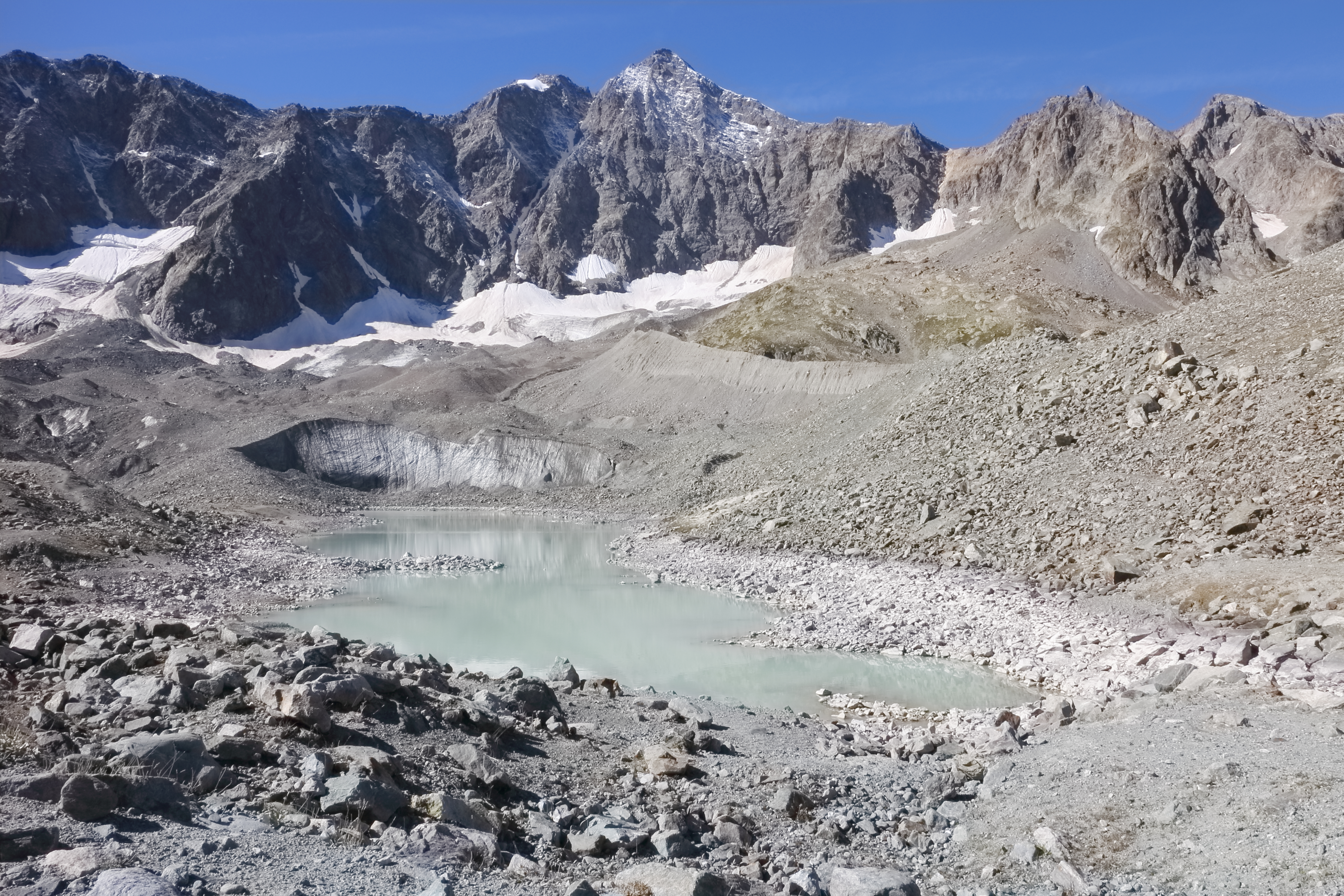
Lodowiec Arsine i jego jezioro

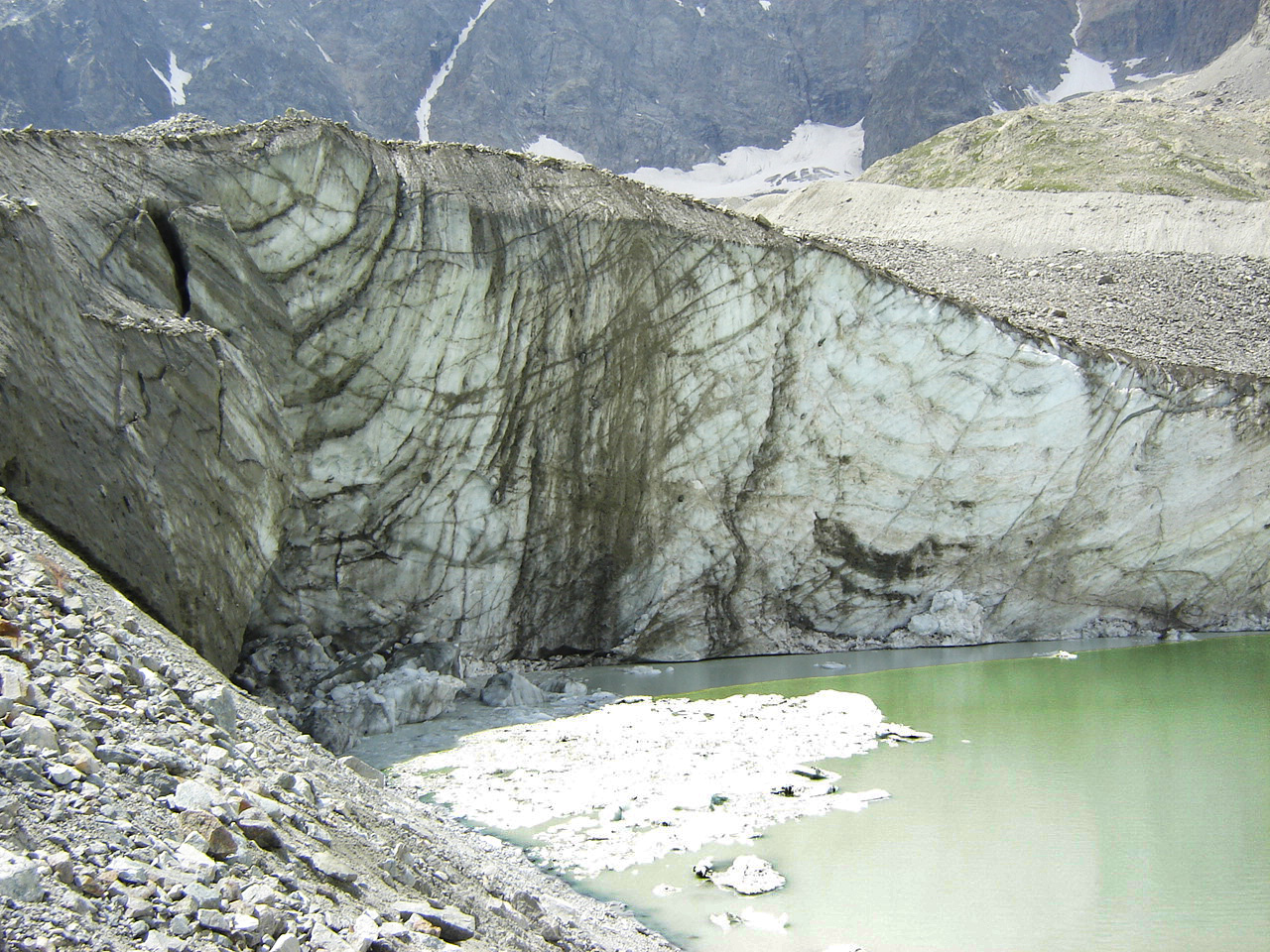
Czoło lodowca Arsine

Glacier d’Arsine – lodowiec we francuskich Alpach Zachodnich, w grupie górskiej Écrins. Leży na terenie departamentu Hautes-Alpes, w granicach Parku Narodowego Écrins.
Lodowiec Arsine znajduje się w północno-wschodniej części grupy górskiej Écrins. Powstaje z pól firnowych usytuowanych na zboczach rozległego kotła lodowcowego w kształcie podkowy otwartej w kierunku północnym, otoczonej szczytami (licząc od wschodu): Montagne des Agneaux (3664 m n.p.m.), Pointe Césanne (3365 m n.p.m.), Pic du Glacier Blanc (3525 m n.p.m.), Pic de Neige Cordier (3613 m n.p.m.), Pointe d’Arsine (3272 m n.p.m.). Spada w kierunku północnym wprost na przełęcz Col d’Arsine (2348 m n.p.m.), na skutek czego większość wód wypływających spod niego spływa w kierunku wschodnim, tworząc potok Petit Tabuc (pierwszy większy prawobrzeżny dopływ Guisane), natomiast pozostała część płynie w kierunku północno-zachodnim, tworząc potok Rif de la Planche (pierwszy prawobrzeżny dopływ Romanche).
Górna granica pól firnowych, zasilających lodowiec Arsine, sięga wysokości ok. 3600 m n.p.m., a ich rozciągłość w osi wschód-zachód wynosi ok. 2,5 km. Lodowiec jest krótki, liczy niespełna 1,7 km długości i kończy się aktualnie na wysokości ok. 2460 m n.p.m. Jest typowym przykładem lodowca alpejskiego. Objętość moren bocznych i czołowej, jak również moreny powierzchniowej pokrywającej większą część lodowca jest stosunkowo znaczna dzięki dużej produkcji zwietrzeliny na otaczających go zboczach. Czoło lodowca ma postać pionowego uskoku wysokości kilkunastu metrów, opadającego wprost do jeziora Arsine, utworzonego z wód pochodzących z jego topnienia, zatamowanych przez wzniesienia moren: czołowej i bocznych. Wody odpływające z jeziora dają początek wspomnianemu potokowi Petit Tabuc.
Jak większość lodowców alpejskich lodowiec Arsine jest obecnie w fazie regresji. W następstwie tego zjawiska w zagłębieniu przed moreną czołową, wyznaczającą maksymalny zasięg lodowca w I połowie XIX w., w latach 40. XX w.  uformowało się wspomniane wyżej jezioro. Jego powierzchnia rosła z biegiem czasu, by osiągnąć 5,9 ha w lipcu 1985 r. Objętość zgromadzonej w nim wody szacowano wówczas na ok. 80 tys. m³. W celu zapobieżenia przerwaniu brzegu jeziora, co mogłoby zagrozić osadzie le Casset położonej u wylotu doliny potoku Petit Tabuc, wiosną 1986 r. przekopano sztuczny kanał, odprowadzający obecnie stale nadmiar wody z jeziora.